# لیلیا سیلوی
لیلیا سیلوی (ایتالیایی: Lilia Silvi؛ ‏ ۲۳ دسامبر ۱۹۲۲ – ۲۷ ژوئیهٔ ۲۰۱۳) بازیگر اهل ایتالیا بود. سیلوی یکی از چند بازیگر جوانی بود که به‌عنوان معادل ایتالیایی ستاره هالیوودی و کانادایی‌تبار دیانا دربین معرفی می‌شد. او در پنج فیلم در مقابل آمدئو ناتزاری، محبوب‌ترین ستاره ایتالیایی آن دوران، ایفای نقش کرد.
از فیلم‌ها یا مجموعه‌های تلویزیونی که وی در آن‌ها نقش داشته است، می‌توان به ناپلئون اشاره نمود.